# Zonopetala
Zonopetala es un género de mariposas de la familia Oecophoridae.

## Especies
- Zonopetala alypa (Turner, 1914)
- Zonopetala clerota  Meyrick, 1883
- Zonopetala correcta  Meyrick, 1915
- Zonopetala decisana  Walker, 1863
- Zonopetala didymosticha  Turner, 1946
- Zonopetala divisella  Walker, 1864
- Zonopetala erythrosema  Meyrick, 1886
- Zonopetala glauconephela  Meyrick, 1883
- Zonopetala mediella  Walker, 1864
- Zonopetala melanoma  Meyrick, 1884
- Zonopetala paroospila  Turner, 1946
- Zonopetala propria  Turner, 1946
- Zonopetala quadripustulella  Walker, 1864
- Zonopetala synarthra  Meyrick, 1886
- Zonopetala tephrastis  Turner, 1917
- Zonopetala ustella  Walker, 1864
- Zonopetala viscata  Meyrick, 1914
- Zonopetala zygophora  Lower, 1894